# Socotraina
Socotraina es un género de foraminífero bentónico de la subfamilia Hauraniinae, de la familia Hauraniidae, de la superfamilia Pfenderinoidea, del suborden Orbitolinina y del orden Loftusiida. Su especie tipo es Socotraina serpentina. Su rango cronoestratigráfico abarca desde el Pliensbachiense hasta el Toarciense (Jurásico inferior).

## Discusión
Clasificaciones previas incluían Socotraina en la subfamilia Dictyoconinae, de la familia Orbitolinidae, de la superfamilia Orbitolinoidea, del suborden Textulariina del orden Textulariida o en el orden Lituolida.

## Clasificación
Socotraina incluye a las siguientes especies:
- Socotraina serpentina